# Tempio di Iside (Firenze)

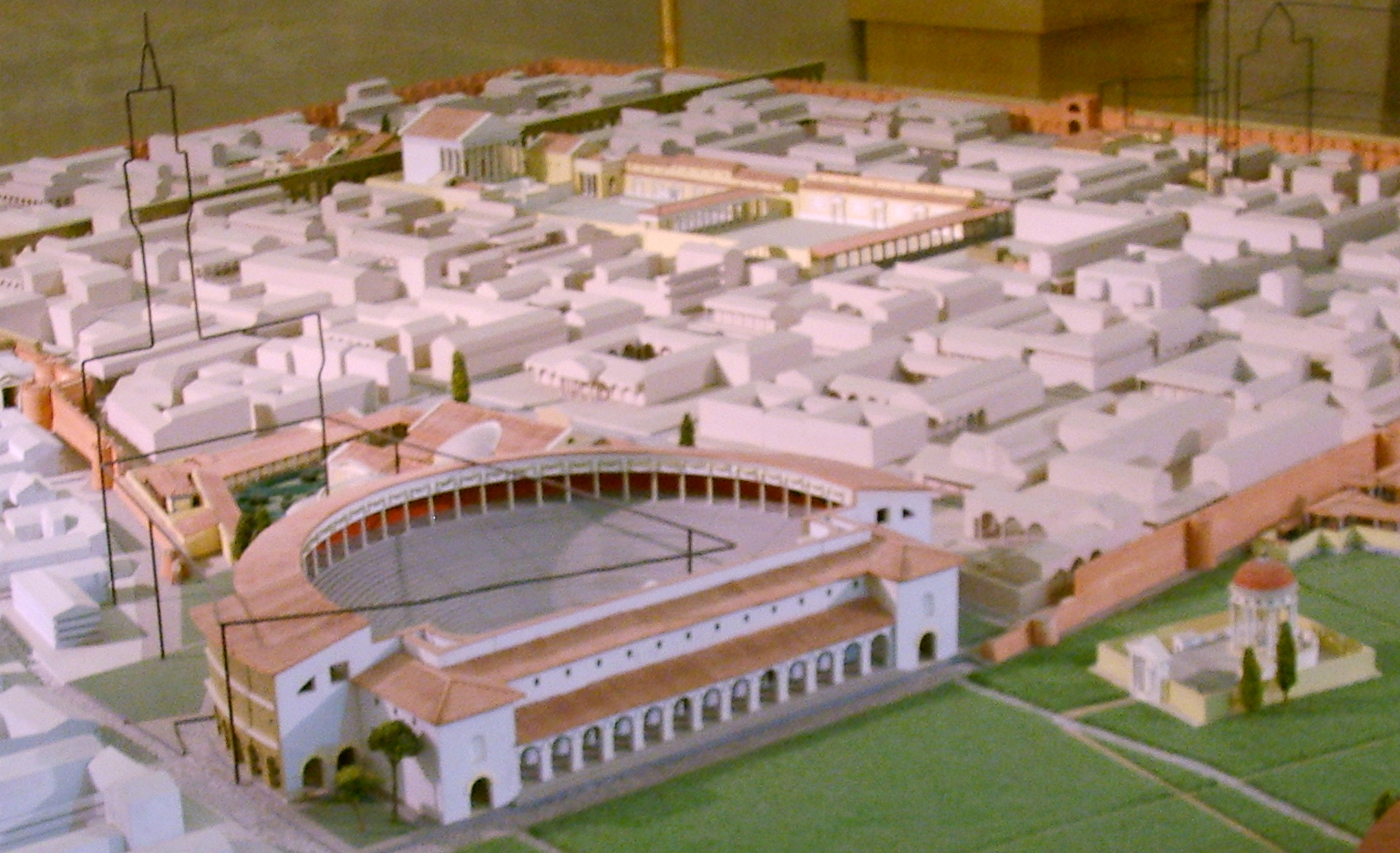
Ipotetica ricostruzione del tempio di Iside (in basso a destra) nel plastico di Florentia nel Museo di Firenze com'era (in primo piano il teatro romano)

Il tempio di Iside di Florentia si trovava nei pressi dell'attuale piazza San Firenze a Firenze, a lato con il Borgo dei Greci.

## Storia e descrizione

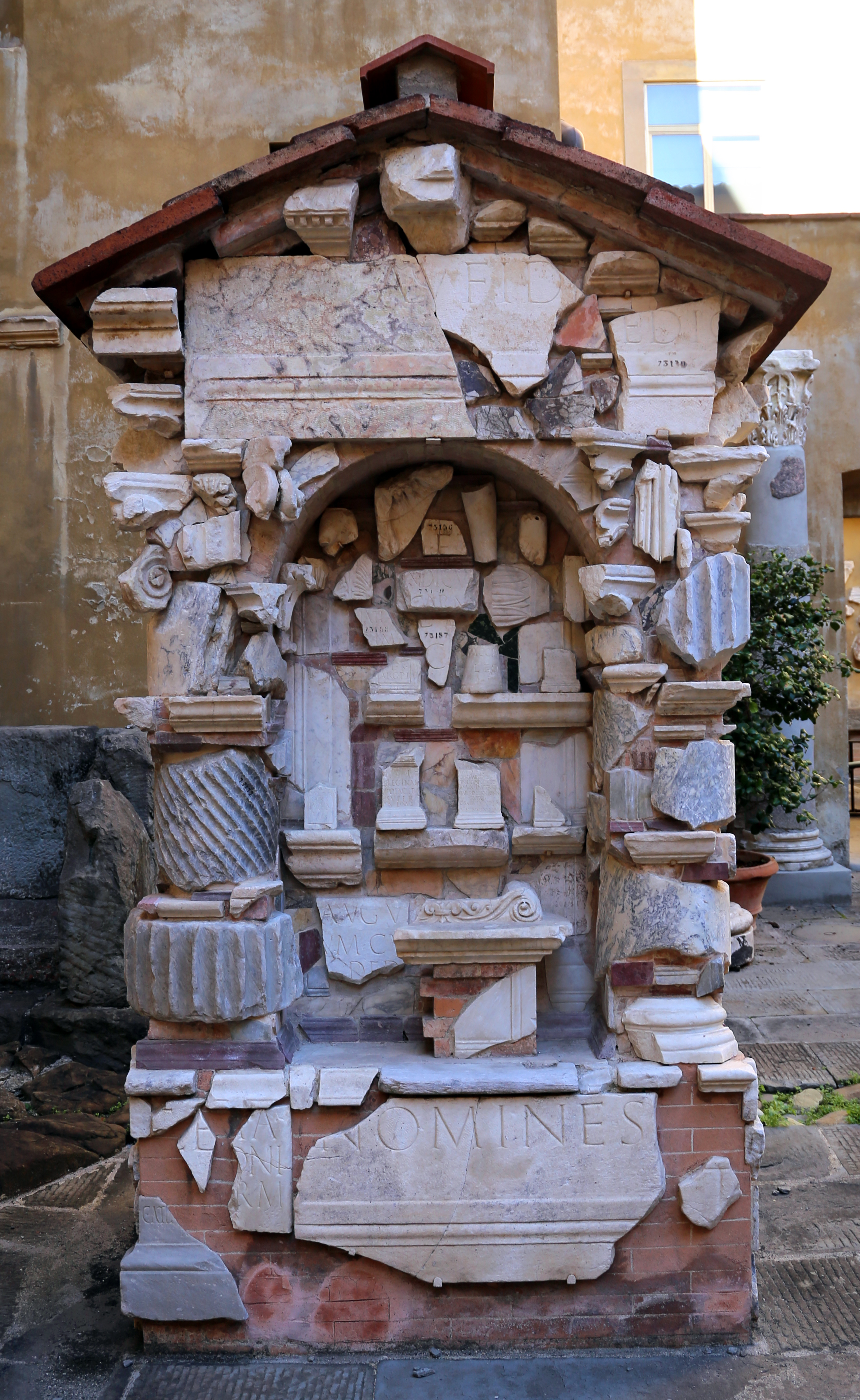
Ritrovamenti presso il tempio di Iside, Museo archeologico nazionale di Firenze

Questa zona della città romana si trovava appena fuori dalle mura, che passavano a pochi metri di distanza lungo le attuali via del Proconsolo e via dei Gondi, mentre al posto di Palazzo Vecchio si trovava il teatro cittadino, del quale sono stati scavati alcuni resti in una campagna archeologica ancora in corso.
Del tempio, che risale al II secolo d.C., si avevano solo notizie vaghe fino a poco tempo fa, ma grazie a una campagna archeologica tra l'ottobre e il dicembre 2008 sono stati ritrovato numerosi resti, seppure la zona scavata fosse relativamente esigua (6x3 m). Sotto lo stato attuale sono stati individuati tre strati:
1. Uno del XIII secolo, relativo alla chiesa di San Fiorenzo
2. Uno relativo a un cimitero altomedievale (resti di dieci persone, bambini e adulti, di ceto non nobile in fosse separate da pietrisco e muratura)
3. Uno del II secolo d.C.

In quest'ultimo strato sono stati scavati pezzi architettonici, colonne tortili, capitelli corinzi e pavimenti in marmi bianchi e policromi (lunense, cipollino, serpentino). I frammenti di colonna in particolare somigliano molto da vicino a materiali simili ritrovati nella zona nel 1772 (due colonne tortili e due basivotive con dediche a Iside), durante la fondazione di una parte del Complesso di San Firenze, e oggi conservati nel Museo archeologico nazionale. L'identificazione col tempio di Iside è molto probabile, ma ancora in fase di studio.
Del tempio è sicura l'attribuzione, per via delle numerose dediche, e si conoscerebbero varie decorazioni architettoniche, ma è ancora sconosciuta la pianta.